# GAIA-X
La Fondazione GAIA-X è un'organizzazione internazionale senza scopo di lucro con sede in Belgio che si propone di sviluppare un progetto europeo, guidato da Francia e Germania, per la prossima generazione di un'infrastruttura di dati per l'Europa e promuovere la sovranità digitale degli utenti europei dei servizi cloud. Si basa sui valori europei di trasparenza, apertura, protezione dei dati e sicurezza.
GAIA-X sarà aperto a tutte le parti interessate del settore, comprese le organizzazioni non europee, che acconsentano a rispettare una serie di policy che riflettono i valori europei. Questo è uno dei principali valori aggiunti del progetto. Vengono sviluppate regole in materia di trasparenza, reversibilità, protezione dei dati e sicurezza. Le organizzazioni extraeuropee saranno benvenute, ma dovranno attenersi alla trasparenza della regolamentazione extraterritoriale (dichiarazione pubblica di Bruno Le Maire, ministro francese dell'Economia).
I primi servizi dovrebbero essere operativi entro la fine del 2020.
Il lavoro pluriennale già esistente sia dell'International Data Spaces Association (IDSA) che dei Cloud Infrastructure Services Providers in Europe (CISPE) sono stati presentati come principali acceleratori per sviluppare le regole GAIA-X in meno di 6 mesi.

## GAIA-X Foundation AISBL
L'entità giuridica della Fondazione GAIA-X è stata presentata al pubblico il 4 giugno 2020. Si tratta di un'associazione internazionale senza scopo di lucro (AISBL, association internationale sans but lucratif), da registrare in Belgio (intervento di Thomas Hahn, Siemens e Alban Schmutz, OVHcloud & CISPE).
I 22 membri fondatori provengono sia dalla Germania che dalla Francia e rappresentano i fornitori di servizi cloud, gli utenti del cloud, le associazioni di ricerca e di categoria: Amadeus CRS, Atos, Beckhoff Automation, Bosch, BMW, CISPE, DE-CIX, Deutsche Telekom, Docaposte, EDF, Fraunhofer, German Edge Cloud, Institut Mines Telecom, International Data Spaces Association, Orange, 3DS Outscale, OVHcloud, PlusServer, Safran, SAP, Scaleway e Siemens.

## Sostegno politico
GAIA-X è stato avviato come progetto dal ministro tedesco dell'Economia e dell'Energia Peter Altmaier, subito sostenuto dal ministro dell'economia francese Bruno Le Maire durante l'estate 2019.
Un primo comunicato stampa comune di Peter Altmaier e Bruno Le Maire è stato emesso nell'ottobre 2019. mentre un primo Position Paper franco-tedesco è stato pubblicato il 18 febbraio 2020.
Una specifica conferenza stampa congiunta si è svolta con i ministri Peter Altmaier e Bruno Le Maire nel giugno 2020 ed è stato dato l'annuncio sulla Fondazione GAIA-X AISBL da parte dei 22 membri fondatori. Quell'annuncio ottenne una copertura stampa abbastanza ampia da parte di noti notiziari e giornali: Reuters AFP, Politico, El Pais, Les Echos, Business Insider, TagesSpiegel, Europe1